# Vladislav Kulikov
Vladislav Vladimirovič Kulikov (in russo Владислав Владимирович Куликов?; Mosca, 7 gennaio 1971) è un ex nuotatore russo, fino al 1991 sovietico.
Specializzato nella farfalla ha vinto la medaglia di bronzo nei 100 m alle Olimpiadi di Atlanta 1996.

## Palmarès
- Olimpiadi

Barcellona 1992: argento nella 4x100m misti.
Atlanta 1996: argento nella 4x100m misti e bronzo nei 100m farfalla.
- Mondiali

Perth 1991: argento nella 4x100m misti e bronzo nei 100m farfalla.
Perth 1998: bronzo nella 4x100m sl.
Fukuoka 2001: bronzo nella 4x100m misti.
- Mondiali in vasca corta

Palma di Maiorca 1993: bronzo nella 4x100m sl.
- Europei

Atene 1991: oro nei 100m farfalla e nella 4x100m misti.
Siviglia 1997: oro nella 4x100m misti.
Istanbul 1999: bronzo nella 4x100m misti.
- Europei in vasca corta

Gelsenkirchen 1991: bronzo nei 50m farfalla.